# Migrant
Migrant è il quinto album in studio del gruppo musicale statunitense The Dear Hunter, pubblicato il 2 aprile 2013 dalla Equal Vision Records e dalla Cave & Canary Goods.

## Tracce
Testi e musiche di Casey Crescenzo.
1. Bring You Down – 4:24
2. Whisper – 4:00
3. Shame – 4:04
4. An Escape – 3:40
5. Shouting at the Rain – 4:16
6. The Kiss of Life – 4:46
7. Girl – 3:04
8. Cycles – 4:33
9. Sweet Naiveté – 4:32
10. Let Go – 3:40
11. This Vicious Place – 4:40
12. Don't Look Back – 4:47

Tracce bonus nell'edizione deluxe di iTunes
1. Dig Your Own Grave – 3:26
2. Old Demons – 3:38
3. The Love – 5:06

Tracce bonus nell'edizione Reprise
1. Red Hands – 6:07
2. The Church and the Dime – 4:57
3. Mustard Gas – 4:12
4. Never Forgive, Never Forget – 4:41
5. Home – 3:55
6. We've Got a Score to Settle – 3:51

## Formazione
Gruppo
- Casey Crescenzo – voce, chitarra, chitarra acustica, basso, pianoforte, Rhodes, organo, glockenspiel, sintetizzatore
- Nick Crescenzo – batteria, percussioni
- Connor Doyle – chitarra
- Rob Parr – chitarra, chitarra acustica
- Nick Sollecito – basso

Altri musicisti
- Judy Crescenzo – voce
- Azia Crescenzo – voce
- Pasquale T. Lannelli – sassofono soprano, contralto, tenore e baritono, clarinetto, clarinetto basso
- Andrew Mericle – tromba
- Anna Stromer – viola
- Kim Lonetree – violoncello
- Sue Buzzard – violino
- Chris Baum – violino

Produzione
- Mike Watts – produzione e ingegneria del suono (eccetto tracce 4, 5 e 7), missaggio
- Casey Crescenzo – produzione, ingegneria del suono aggiuntiva, ingegneria del suono (tracce 4, 5 e 7)
- Tom Flynn – ingegneria del suono secondaria (eccetto tracce 4, 5 e 7)
- Tom Happel – ingegneria del suono secondaria (eccetto tracce 4, 5 e 7)
- Steve Haigler – ingegneria del suono aggiuntiva (eccetto tracce 4, 5 e 7)
- Anthony Augusta – assistenza tecnica (eccetto tracce 4, 5 e 7)
- Phil Crescenzo – ingegneria del suono aggiuntiva (tracce 4, 5 e 7)
- Levi Audette – ingegneria del suono aggiuntiva (tracce 4, 5 e 7)
- Joe LaPorta – mastering